# Грей, Джон, 8-й барон Грей из Уилтона
Джон де Грей (англ. John de Grey; умер 3 апреля 1499) — английский аристократ, 8-й барон Грей из Уилтона с 1494 года. Единственный сын Реджинальда де Грея, 7-го барона Грея из Уилтона, и его жены Томасины Бофорт. Унаследовал владения и титул после смерти отца. Был женат первым браком на Энн Грей, дочери Эдмунда Грея, 1-го графа Кента, и Кэтрин Перси, вторым — на Элизабет Воган, дочери сэра Томаса Вогана. В первом браке родился сын Эдмунд, 9-й барон Грей из Уилтона.
Вдова Грея вышла замуж во второй раз — за Эдварда Стэнли, 1-го барона Монтигла.